# أنيكا براين
أنيكا براين (بالسويدية: Annika Bryn)‏ هي كاتِبة وصحفية ومؤلفة سويدية، ولدت في 1945.

## وصلات خارجية
- الموقع الرسمي